# Allskreen
Allskreen est une plateforme de webtoons française créée par Ankama en mars 2023. Elle propose des séries originales et des adaptations au format numérique des séries d'Ankama Éditions et de maisons d'édition partenaires comme Le Lombard ou Albin Michel.

## Historique

### Origines
Allskreen est initialement le nom d'une start-up créée en 2015 et située à EuraTechnologies, à Lille. L'entreprise propose d'abord une plateforme web gratuite de lecture de bandes dessinées franco-belges en 2016, puis une plateforme web payante sur abonnement, nommée Turbomédia, en 2018 et une application mobile Android et IOS en 2020, lors du premier confinement. Les histoires sont affichées case par case. La transition d'une case à la suivante s'effectue par un clic et déclenche des animations. En 2020, la plateforme web dispose d'un catalogue d'une trentaine de séries francophones, principalement des adaptations de séries papier au format numérique qu'elle produit.
L'entreprise Allskreen propose également des outils logiciels pour aider des professionnels du monde de la bande dessinée à transitionner vers le webtoon. Elle se charge notamment de la production du site web et de l'application mobile d'applications de webtoons : Webtoon Factory des éditions Dupuis en 2019 et Verytoon des éditions Delcourt en 2021,.

### Plateforme de webtoons d'Ankama
En 2022, Allskreen est rachetée par Ankama, qui lance, en mars 2023, sa plateforme numérique nommée Allskreen. Allskreen est disponible comme application mobile sur Android et IOS et accessible depuis le Ankama Launcher sur ordinateur. La plateforme propose des adaptations en webtoon des œuvres papier d'Ankama Éditions comme Radiant ou Dofus, ainsi que des séries originales comme Lance Dur. Les sorties des séries sont planifiées pour correspondre avec les autres productions d'Ankama ; ainsi, les épisodes de la version webtoon de Lance Dur paraissent le même jour que ceux de la version animée sur Animation Digital Network,.
À l'occasion du festival international de la bande dessinée d'Angoulême de janvier 2025, Allskreen inaugure un partenariat avec les éditions Le Lombard, avec la publication sur sa plateforme d'une adaptation au format webtoon de la série Daemon de l'éditeur. Par la suite, d'autres séries de l'éditeur comme Thorgal ou IR$ sont mises à disposition sur Allskreen au format webtoon. Auparavant, Allskreen avait déjà passé des partenariats avec Olydri et Nouvelle-Hydre,.
En mars 2025, deux ans après son lancement Allskreen crée le label « Hybrid », censé mettre en avant des thèmes contemporains comme les questionnements identitaires ou les doutes face à l'avenir. À son lancement, la collection dispose de trois titres : Roasted de Zazah, Oryana de Boky et Ouros de Erwan Lelievre, Josswala & Nemerle,. La plateforme annonce que ce label n'accueillera qu'une à deux nouvelles séries par an.

Logo d'Allskreen avant 2025.

En mai 2025, Allskreenn annonce un partenariat avec les éditions Albin Michel, qui commence par la parution de la version webtoon de Camp Coyote, l'une des séries de l'éditeur. La plateforme change également d'identité visuelle.

## Modèle économique
Les premiers épisodes de chaque série sont disponibles gratuitement, tandis que les suivants sont disponibles à l'achat unitaire. Le prix d'un épisode est d'environ cinquante centimes d'euros. D'après le Journal du Geek, un manga numérique revient ainsi à environ 4 €, contre 6,95 € pour une version papier.
Pour une adaptation de série en webtoon, l'auteur original touche un forfait et les personnes travaillant à l'adaptation sont rémunérées par la plateforme. Pour une création originale, les auteurs reçoivent un prix fixe par épisode, dépendant de l’expérience de l’artiste, de sa communauté et de son besoin d’accompagnement par l'entreprise.

## Accueil
D'après le Journal du Geek, Allskreen a l'avantage de son catalogue varié et de la base de fans des séries s'Ankama, mais souffre de son modèle économique basé sur des épisodes payants en concurrence avec le modèle des épisodes gratuits des principaux acteurs du webtoon comme Webtoon.
En juillet 2024, Wakfu : La Grande Vague, de Cynthia Leman et Tot, est la série la plus lue de la plateforme avec 150 000 vues.